# Manouchehr Mottaki
Manouchehr Mottaki (persa: منوچهر متکی) ha estat el Ministre d'Assumptes Exteriors de l'Iran entre el 2005 i el 2010, designat pel president Mahmoud Ahmadinejad. Durant les eleccions presidencials iranianes de 2005 va ser el director de la campanya electoral d'Ali Larijani, el candidat de la dreta.
Mottaki es va doctorar en Relacions Internacionals a la Universitat de Teheran i va obtenir el grau de Batxiller a la Universitat de Bangalore, a l'Índia. Abans de convertir-se en ministre del gabinet d'Ahmadinejad, va servir com a ambaixador a Turquia i el Japó.